# No Jacket Required
No Jacket Required è il terzo album da solista del cantante britannico Phil Collins, pubblicato il 25 gennaio 1985 dalla Atlantic Records. È diventato il lavoro di maggior successo commerciale di Collins, nonché quello della sua definitiva affermazione come solista al di fuori dei Genesis.
L'album ha venduto oltre 12 milioni di copie nei soli Stati Uniti, dove è stato certificato disco di diamante dalla Recording Industry Association of America (RIAA). Nel Regno Unito, è stato invece premiato con sei dischi di platino dalla British Phonographic Industry (BPI). In totale ha venduto oltre 25 milioni di copie nel mondo.

## Produzione
Alcune delle canzoni dell'album nacquero da improvvisazioni con una drum machine, tra cui i singoli One More Night e Sussudio. Collins cominciò a cantare "one more night" nel tentativo di creare un'atmosfera simile ai The Jackson 5, e improvvisò "sus-sussudio" in un altro caso. Inizialmente tentò di sostituire quest'ultimo verso con una frase diversa, salvo poi decidere di percorrere quella stessa strada, pensando il testo in riferimento a una cotta adolescenziale provata per una ragazza ai tempi della scuola. Un altro brano nato principalmente da un'improvvisazione, Don't Lose My Number, proviene dalle sessioni di registrazione del primo album solista del cantante, Face Value. Collins ha aggiunto di non conoscere appieno il significato del testo.
Altre canzoni furono composte attraverso messaggi più personali: Long Long Way to Go è spesso considerato uno dei brani più popolari di Collins tra quelli che non sono mai stati distribuiti come singolo (anche se ricevette un notevole airplay radiofonico) e venne anche incluso nelle colonne sonore delle serie TV Miami Vice e Cold Case, e fino ad allora si trattava del suo pezzo maggiormente politico. L'ex leader dei The Police, Sting, contribuì ai cori della canzone. Sting e Collins si incontrarono la prima volta in occasione del progetto Band Aid, e divennero buoni amici dopo essersi esibiti insieme sul palco del Live Aid. Collins stava lavorando su una canzone, e pensò che Sting, avendo collaborato con Band Aid, poteva essere coinvolto molto facilmente. Collins chiese a Sting di aiutarlo con le voci di sottofondo per questo brano, e Sting accettò.
Doesn't Anybody Stay Together Anymore è un'altra canzone che contiene un messaggio personale. Venne scritta da Collins in risposta ai continui divorzi che circondavano le persone intorno a lui, inclusi manager, amici ed egli stesso pochi anni prima. Collins ha successivamente rivelato di aver cantato questo brano durante la festa del 40º compleanno di Carlo, principe del Galles, senza sapere che il divorzio tra il principe e la moglie Diana Spencer sarebbe avvenuto poco tempo dopo. Mentre nella versione originale dell'album si contraddistingue per il suo ritmo dinamico, il brano nelle esibizioni dal vivo è stato spesso riarrangiato sotto forma di ballata.
Take Me Home  è un'altra canzone il cui significato in origine era molto vago. Ad un primo ascolto, sembra che il testo parli del tornare a casa, ma ciò non è esatto. Collins ha dichiarato che in realtà fa riferimento ad un paziente in un istituto mentale, e che le parole sono state ispirate dal romanzo Qualcuno volò sul nido del cuculo. Mentre registrava Long Long Way to Go, Collins chiese a Sting di eseguire le parti vocali anche per questo brano. A lui si aggiunsero anche le voci di Peter Gabriel e Helen Terry.

## Titolo
Il titolo ("non è obbligatorio indossare la giacca") è stato scelto in seguito ad un episodio avvenuto pochi mesi prima in un ristorante di Chicago, The Pump Room. A Collins, che si trovava in compagnia del collega Robert Plant, fu negato l'ingresso poiché il suo abbigliamento non era ritenuto abbastanza elegante, al contrario di Plant che venne fatto entrare. Il codice di abbigliamento del locale prevedeva l'utilizzo obbligatorio della giacca per orario di cena; tuttavia Collins indossava una giacca di pelle che non venne ritenuta "appropriata" dal maître. Dopo questo incidente, il cantante apparve in diversi show come Late Night with David Letterman e The Tonight Show, denunciando ironicamente l'accaduto. Il direttore del ristorante gli inviò in seguito una giacca da cavallerizzo con una lettera di scuse, affermando che poteva tornare al locale indossando quello che voleva.

## Pubblicazione
No Jacket Required venne pubblicato il 25 gennaio 1985. I singoli di lancio furono Sussudio nel Regno Unito e One More Night negli Stati Uniti. Entrambi ebbero video musicali girati presso un pub di Londra di proprietà di Richard Branson. Nella prima settimana di marzo, l'album debuttò al primo posto della classifica britannica degli album. Entro la fine del mese, riuscì a raggiungere la vetta anche della Billboard 200 negli Stati Uniti. L'album mantenne il primo posto in classifica per sette settimane negli Stati Uniti, e per cinque settimane nel Regno Unito. Per quanto concerne i singoli, sia One More Night che Sussudio conquistarono la vetta della Billboard Hot 100.
Primo singolo estratto per gli Stati Uniti, One More Night divenne cronologicamente il secondo brano di Collins a raggiungere la vetta della Billboard Hot 100 dopo Against All Odds (Take a Look at Me Now). Nel Regno Unito conquistò il quarto posto della classifica britannica dei singoli nell'aprile 1985. Meno bene fece nella stessa classifica Sussudio, che si era fermato alla dodicesima posizione nel gennaio dello stesso anno. Scelto come primo singolo per il Regno Unito, il brano ottenne maggior successo solo dopo esser stato pubblicato negli Stati Uniti, dove bissò il primo posto ottenuto mesi prima da One More Night. Nonostante nessuno dei due singoli sia stato capace di conquistare il primo posto nel Regno Unito, ci riuscì in quello stesso periodo un brano non incluso nell'album eseguito da Collins in duetto con Philip Bailey, Easy Lover.
Il terzo singolo Don't Lose My Number non venne distribuito nel Regno Unito, mentre raggiunse il quarto posto negli Stati Uniti durante il settembre 1985. Collins non riusciva a concettualizzare una trama per il video musicale corrispondente, decise per cui di creare un video ironico sulla base di questa stessa difficoltà. Viene mostrato il cantante mentre discute con diversi registi, che gli danno tutti cattive idee per il video. I loro suggerimenti permettono a Collins di parodiare molti video musicali dell'epoca, come ad esempio quelli di Michael Jackson, David Lee Roth, Elton John, The Police, The Cars, ed anche film come Mad Max 2 e diverse pellicole samurai e western.
Il quarto e ultimo estratto Take Me Home raggiunse il settimo posto negli Stati Uniti. Inizialmente non era prevista la pubblicazione del singolo per il mercato americano, tuttavia l'etichetta spinse dopo aver constatato il successo ottenuto dal brano presso le radio locali. Fu anche realizzato un video dove Collins veniva ripreso mentre cantava su sfondi riconoscibili delle più importanti capitali del mondo.
Il brano Who Said I Would non otterrà alcun piazzamento in classifica fino alla sua inclusione nell'album dal vivo Serious Hits... Live!. Per la versione originaria fu registrato un video musicale durante il tour di No Jacket Required.

## Critica
| Recensione        | Giudizio   |
| ----------------- | ---------- |
| AllMusic          |            |
| Los Angeles Times | A−         |
| Robert Christgau  | C          |
| Rolling Stone     | favorevole |

Il recensore Tim Sendra di AllMusic ha spiegato le ragioni del successo commerciale di No Jacket Required in questi termini:
In una recensione dell'epoca, David Fricke di Rolling Stone fece notare come l'improvvisa metamorfosi di Collins da "piccolo batterista calvo di un fiorente gruppo art rock britannico" a "idolo del pop mainstream" sembrasse "una delle storie di successo più improbabili degli anni ottanta". Stephen Holden del The New York Times scrisse che l'artista stava "tranquillamente rivoluzionando e ampliando il ruolo della batteria nella realizzazione di dischi pop".
Nel 2010, Gary Mills del The Quietus ha sottolineato come il successo dell'album abbia pesantemente influito sulla carriera e la credibilità artistica di Collins. Nel 2013, Tom Service del The Guardian ha steso una dura disamina nei confronti del disco definendolo "inascoltabile al giorno d'oggi", con particolari critiche rivolte verso il brano Sussudio. Nel 2016, lo stesso Collins ha inserito No Jacket Required  tra i suoi lavori meno preferiti.
Tuttavia l'album fu ottimamente accolto al momento della sua uscita. Collins venne premiato per l'Album dell'anno e la Miglior interpretazione vocale maschile ai Grammy Awards 1986.

## Tracce
Testi e musiche di Phil Collins, eccetto dove indicato.
1. Sussudio – 4:23
2. Only You Know and I Know – 4:20 (testo: Collins – musica: Daryl Stuermer)
3. Long Long Way to Go – 4:20
4. I Don't Wanna Know – 4:12 (testo: Collins – musica: Stuermer)
5. One More Night – 4:47
6. Don't Lose My Number – 4:46
7. Who Said I Would – 4:01
8. Doesn't Anybody Stay Together Anymore – 4:18 (testo: Collins – musica: Collins, Stuermer)
9. Inside Out – 5:14
10. Take Me Home – 5:51
11. We Said Hello Goodbye – 4:15 – traccia bonus nell'edizione CD

## Formazione[23]
Musicisti
- Phil Collins – voce, batteria (brani 2, 4, 6–11), basso (brano 2), drum machine (brani 1, 3, 5 e 10), sintetizzatore (brani 2, 3, 5–11), marimba (brano 7)
- Daryl Stuermer – chitarra (brani 1–10), tastiera (brano 4)
- David Frank – tastiera (brani 1, 6 e 7), sintetizzatore (brani 1 e 7), Oberheim DMX (brano 1)
- Lee Sklar – basso (brani 3–6, 8–11)
- The Phenix Horns – sezione fiati (brani 1, 2 e 7)
- Tom Tom 99 – arrangiamento sezione fiati (brani 1, 2 e 7)
- Gary Barnacle – sassofono (brani 4 e 7)
- Don Myrick – sassofono (brani 5 e 9)
- Arif Mardin – arrangiamento strumenti ad arco (brano 5), introduzione orchestrale (brano 11)
- Sting – cori (brani 3 e 10)
- Peter Gabriel – cori (brano 10)
- Helen Terry – cori (brano 10)
- Nick Glennie-Smith – tastiera (brano 11)

Produzione
- Phil Collins – produzione, missaggio, grafica
- Hugh Padgham – produzione, missaggio, ingegneria del suono
- Steve Chase, John Jacobs – ingegneria del suono (assistenti)
- Peter Ashworth – copertina
- Strumenti ad arco registrati presso gli AIR Studios di Londra

## Classifiche

### Classifiche settimanali
| Classifica (1985) | Posizione massima |
| ----------------- | ----------------- |
| Australia         | 1                 |
| Austria           | 11                |
| Canada            | 1                 |
| Finlandia         | 5                 |
| Francia           | 6                 |
| Germania          | 1                 |
| Italia            | 4                 |
| Norvegia          | 1                 |
| Nuova Zelanda     | 1                 |
| Paesi Bassi       | 1                 |
| Regno Unito       | 1                 |
| Spagna            | 1                 |
| Stati Uniti       | 1                 |
| Svezia            | 1                 |
| Svizzera          | 1                 |

### Classifiche di fine anno
| Classifica (1985) | Posizione |
| ----------------- | --------- |
| Australia         | 4         |
| Canada            | 1         |
| Germania          | 8         |
| Italia            | 18        |
| Nuova Zelanda     | 6         |
| Paesi Bassi       | 10        |
| Regno Unito       | 2         |
| Stati Uniti       | 6         |
| Svizzera          | 6         |
| Classifica (1986) | Posizione |
| Stati Uniti       | 9         |

### Classifiche di fine decennio
| Classifica (1980–1989) | Posizione |
| ---------------------- | --------- |
| Regno Unito            | 8         |